# Els Quatre Mollons
Els Quatre Mollons és una petita alineació muntanyosa de 433 metres que es troba entre els municipis d'Amposta i la Ràpita a la comarca del Montsià. Els Quatre Mollons és un estrep oriental de la Serra del Montsià. El 2022 fou inclòs als 100 cims de la FEEC.